# SAI 3
Le SAI 3 est un biplace en tandem de grand tourisme italien apparu en 1937.
C'était un monoplan à aile basse cantilever de forme elliptique et train fixe caréné. L’appareil avait une allure très gracieuse avec un moteur Alfa Romeo en ligne, mais pouvait aussi recevoir un Fiat A.50 en étoile. Quelques exemplaires seulement sortirent d'usine, soit avec des postes ouverts, soit avec une cabine fermée, selon le souhait du client.